# Euphorbia capitulata
Euphorbia capitulata är en törelväxtart som beskrevs av Heinrich Gottlieb Ludwig Reichenbach. Euphorbia capitulata ingår i släktet törlar, och familjen törelväxter. Inga underarter finns listade i Catalogue of Life.

## Bildgalleri

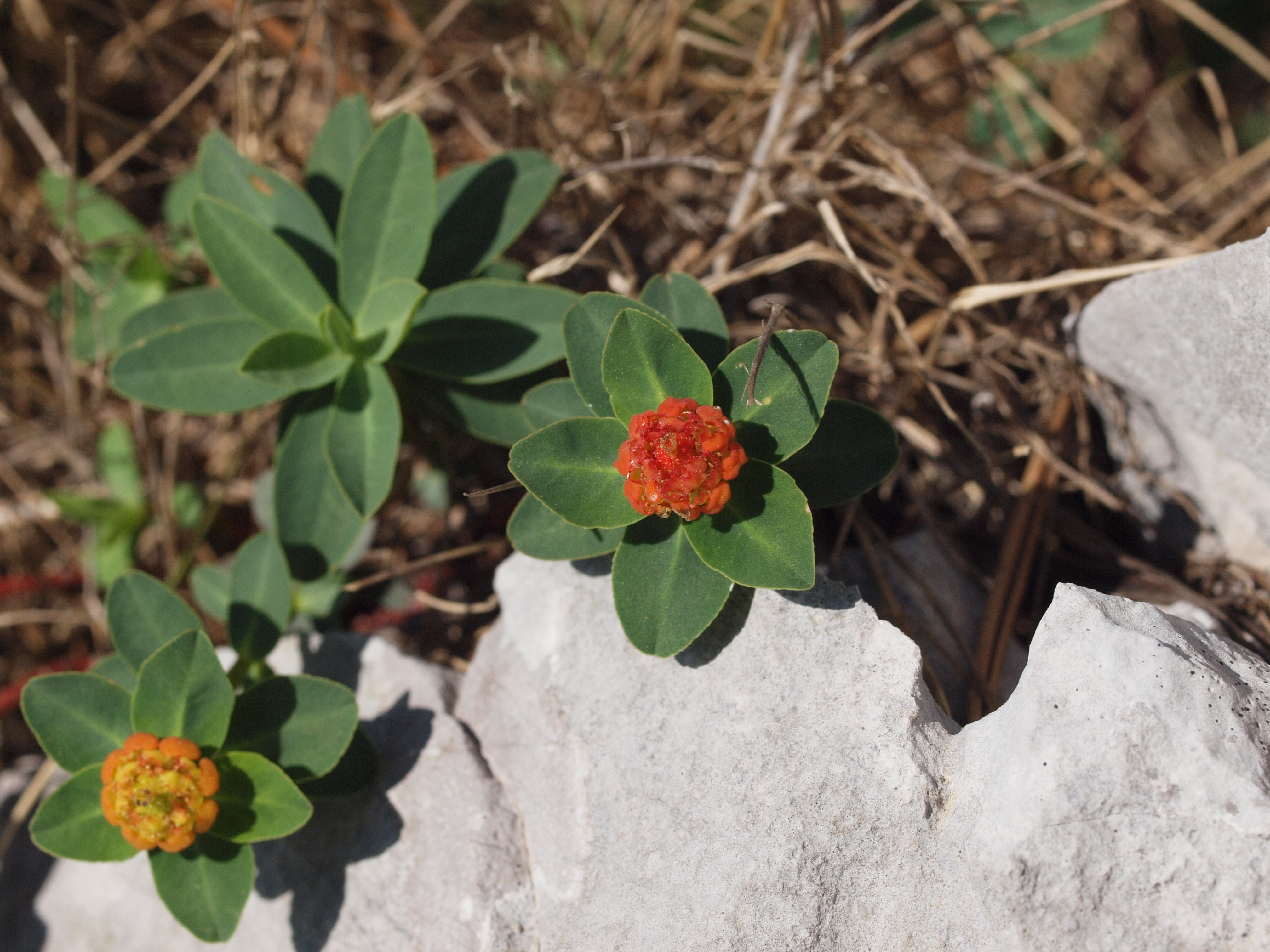
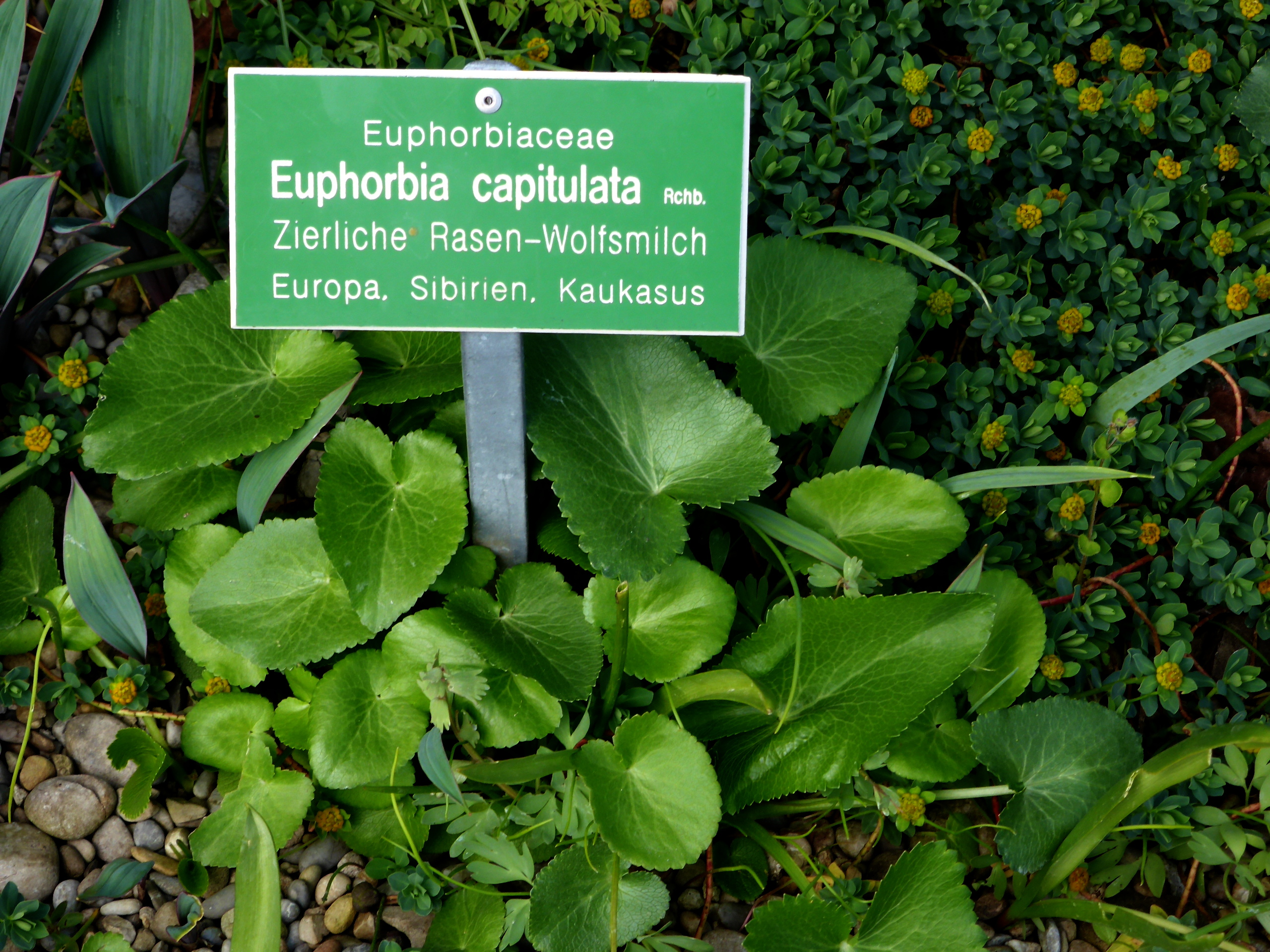